# Forn de pa i parets seques de Sant Quintí
El Forn de pa i parets seques de Sant Quintí és una obra de Ripoll (Ripollès) protegida com a Bé Cultural d'Interès Local.

## Descripció
L'antic Forn de Pa i les Parets seques de Sant Quintí estan situats al costat oest de la carretera c-17, a l'indret anomenat les Planes de Solà.
Es tracta de les restes d'un antic Forn de pa i fragments de paraments de mur realitzats amb la tècnica de la pedra seca. El Forn de pa és de planta rectangular i coberta amb volta. El parament dels murs és de maçoneria de pedra rústica sense arrebossar. Les restes de murs de pedra seca estan situats al voltant d'aquesta construcció, a banda i banda d'un camí enllosat d'accés.